# Chazón
Chazón är en ort i Argentina.   Den ligger i provinsen Córdoba, i den centrala delen av landet, 500 km väster om huvudstaden Buenos Aires. Chazón ligger 164 meter över havet och antalet invånare är 1 010.
Terrängen runt Chazón är mycket platt. Runt Chazón är det mycket glesbefolkat, med 7 invånare per kvadratkilometer.. Närmaste större samhälle är Etruria, 15,6 km norr om Chazón.
Trakten runt Chazón består till största delen av jordbruksmark.